# Mesochorus rufithorax
Mesochorus rufithorax är en stekelart som beskrevs av Dasch 1974. Mesochorus rufithorax ingår i släktet Mesochorus och familjen brokparasitsteklar. Inga underarter finns listade i Catalogue of Life.